# جاك فوستر
جاك فوستر (بالإنجليزية: Jack Foster)‏ (19 نوفمبر 1877 في المملكة المتحدة - 1 يناير 1946) هو مدرب كرة قدم ولاعب كرة قدم بريطاني (وحمل سابقاً جنسية المملكة المتحدة لبريطانيا العظمى وأيرلندا) في مركز الهجوم. لعب مع نادي بلاكبول ونادي ساوثهامبتون ونادي سندرلاند ونادي واتفورد وهدرسفيلد تاون ووست هام يونايتد وRotherham Town F.C. (1899) ‏ وCastleford Town F.C. ‏.

## وصلات خارجية
- جاك فوستر على موقع أرشيف الشارخ.